# کانال جدید سوئز
کانال سوئز جدید (عربی: قناة السویس الجدیدة) نام یک پروژه آبراهی در مصر است که باعث گسترش کانال سوئز شد.
ابتدا قرار بود این کانال طی مدت ۵ سال ساخته شود ولی این زمان ابتدا به ۳ سال کاهش یافت و عملاً این پروژه طی ۱ سال به بهره‌برداری رسید. این کانال با هزینه حدود ۸ میلیارد یورو احداث شده‌است.
این کانال ۶ اوت ۲۰۱۴، توسط عبدالفتاح السیسی، رئیس‌جمهوری مصر، طی مراسمی در شهر بندری اسماعیلیه افتتاح شد و ظرفیت کشتیرانی در مسیر کانال سوئز را افزایش خواهد داد. کانال جدید در بخشی از مسیر کانال فعلی احداث شده و با ساختن آن، عرض و عمق حدود ۳۵ کیلومتر از کانال اصلی افزایش یافته و این آبراه عملاً به یک مسیر دوسویه تبدیل می‌شود و زمان انتظار برای کشتی‌های عبوری از ۱۸ ساعت به ۱۱ ساعت کاهش خواهد یافت.

## تاریخچه
پروژه توسعه کانال سوئز به دهه ۱۹۷۰ برمی گردد زمانی که حسب الله الکفراوی (وزیر مسکن سابق) این پروژه را به رئیس‌جمهور انور سادات پیشنهاد کرد، اما به دلیل مشکلات مختلف، شروع پروژه انجام نشد. وی این پروژه را مجدداً در سال ۱۹۹۰ به حسنی مبارک پیشنهاد داد، اما نتیجه ای نداشت. مهندس حسب الله الکفراوی سعی داشت راهرو کانال را به یک منطقه مهم لجستیکی بین‌المللی تبدیل کند نه فقط یک گذرگاه برای کشتی‌ها.
در سال ۲۰۰۸، محمد منصور، وزیر اسبق حمل و نقل، دوباره این پروژه را پیشنهاد داد. با این حال، دولت مصر مجدداً هیچ اقدام جدی برای شروع پروژه انجام نداد.
در سال ۲۰۱۲، اخوان المسلمین یک پروژه توسعه برای منطقه کانال سوئز در زمان انتخابات ریاست جمهوری ارائه داد. در سال ۲۰۱۳، نخست‌وزیر هشام قندیل مطالعه این پروژه را آغاز کرد و اعلام کرد که دولت برنامه‌ریزی برای این پروژه را آغاز می‌کند.

## پروژه‌ها
کانال جدید سوئز (به عربی مصری: قناة السویس الجدیدة Kanāt El Sewēs El Gedīda) یک پروژه آبراه مصنوعی در مصر است که خط دوم حمل و نقل را در امتداد بخشی از کانال سوئز ایجاد کرد و سایر نواحی را تعمیق و گسترش داد. این پروژه توسط رئیس اداره کانال سوئز، در حضور عبدالفتاح السیسی(رئیس‌جمهور مصر)، در ۵ اوت ۲۰۱۴ افتتاح شد. کانال جدید یک سال بعد در مراسمی با حضور چندین شخصیت برجسته بین‌المللی از جمله رئیس‌جمهور وقت فرانسه، فرانسوا اولاند افتتاح شد.
انتظار می‌رود کانال جدید سوئز تجارت را در سریعترین مسیر حمل و نقل بین اروپا و آسیا گسترش دهد. کانال جدید به کشتی‌ها امکان می‌دهد تا همزمان به هر دو جهت حرکت کنند. این زمان حمل و نقل را برای اکثر کشتی‌ها از ۱۸ به ۱۱ ساعت کاهش می‌دهد. ظرفیت کانال سوئز از ۴۹ به ۹۷ کشتی در روز یعنی دو برابر می شود.
کانال جدید سوئز ۷۲ کیلومتر (۴۵ مایل) طول دارد که شامل ۳۵ کیلومتر (۲۲ مایل) حفاری خشک و ۳۷ کیلومتر (۲۳ مایل) «گسترش و حفر عمیق» برای ایجاد خط دوم حمل و نقل در ۱۶۴ کیلومتر موجود است کانال طولانی (۱۰۲ مایل)، امکان عبور مجزا کشتی‌ها از جهت مخالف را فراهم می‌کند. همچنین شامل تعمیق و گسترش بخشی از کانال موجود به طول ۳۷ کیلومتر (۲۳ مایل) است. این ساخت و ساز که قرار بود سه سال به طول انجامد، در عوض توسط رئیس‌جمهور دستور داده شد که در یک سال به پایان برسد. رئیس اداره کانال سوئز اعلام کرد که درآمد حاصل از کانال سوئز (پس از اتمام کانال جدید سوئز) سالانه از ۵ میلیارد دلار به ۱۲٫۵ میلیارد دلار می‌رسد. دولت مصر گفت که این درآمد برای تبدیل شهرهای کنار کانال (اسماعلیا، سوئز و پورت سعید) به مراکز تجاری بین‌المللی استفاده خواهد شد. دولت همچنین گفته‌است که بسیاری از پروژه‌های جدید در استان سوئز در نتیجه افزایش ظرفیت کانال سوئز در حال مطالعه است، مانند ساخت یک منطقه صنعتی جدید، مزارع پرورش ماهی و تکمیل دره فناوری (wadi al thechnologia).
هزینه این پروژه حدود ۳۰ میلیارد پوند مصر (تقریباً ۴٫۲ میلیارد دلار) بود و هیچ سرمایه‌گذار خارجی مجاز به سرمایه‌گذاری در این پروژه نبود، اما مصریان از آنها خواسته شد تا از طریق گواهی سپرده بانکی که در ابتدا ۱۲ درصد بازده داشت، در بودجه پروژه شرکت کنند، ۵/۱۵٪. نیروهای مسلح مصر با کمک در حفر و طراحی کانال در این پروژه شرکت کردند.
ظرفیت بزرگتر این امکان را به کشتی‌ها می‌دهد تا در بیشتر از طول کانال همزمان در هر دو جهت حرکت کنند. پیش از این، بیشتر کانال فقط یک خط حمل و نقل داشت و حوضچه‌های گسترده‌تری برای عبور از آن محدود بود. پیش‌بینی می‌شود این زمان انتظار برای بیشتر کشتی‌ها از ۱۱ ساعت به ۳ ساعت کاهش یابد، و ظرفیت کانال سوئز را از ۴۹ به ۹۷ کشتی در روز افزایش می‌دهد.